# Comitatensi palatini
I palatini erano i soldati facenti parte delle unità militari romane definite "palatinae" (potevano essere legiones, vexillationes o auxiliae). Tali unità, attive nel periodo tardo imperiale, costituivano il cosiddetto "esercito mobile centrale", ovvero amministrato dall'Imperatore (mediante il magister militum).
Al contrario, le unità definite comitatenses costituivano il cosiddetto "esercito mobile regionale", ovvero amministrato dai governatori locali (i comes). Tale distinzione fu probabilmente introdotta da Costantino, in seguito alla riforma di Diocleziano, il quale aveva suddiviso l'esercito romano in una componente "mobile" (il comitatus) ed in una componente "di frontiera".

## Riforma costantiniana
La riorganizzazione costantiniana delle unità militari, prevedeva una classificazione in tre differenti tipologie, ognuna delle quali era a sua volta divisibile in sotto-unità, come segue:
1. le Scholae palatinae, ovvero quelle unità che costituivano la guardia personale dell'imperatore, dopo lo scioglimento della guardia pretoriana, operata da Costantino I nel 312;
2. l'esercito "mobile" (comitatus), a sua volta diviso nelle seguenti sotto-unità, differenziate tra loro per rango gerarchico:
  1. unità Palatinae (di palazzo o praesentalis), che rappresentavano l'élite dell'esercito romano, e che facevano parte dell'armata sotto il diretto controllo dell'Imperatore (nell'evoluzione successiva, affidato al Magister militum praesentalis) a loro volta suddivise in:
    1. Legiones palatinae, ovvero i reparti di fanteria pesante dell'esercito mobile praesentalis;
    2. Auxilia palatina ovvero la fanteria leggera dell'esercito mobile praesentalis;[4]
    3. Vexillationes palatinae, ovvero la cavalleria dell'esercito mobile praesentalis;

  2. unità Comitatenses vere e proprie, che rappresentavano le unità "mobili regionali", ovvero quelle unità a disposizione dei singoli Cesari (nel caso dei figli di Costantino) o dei vari magistri militum non-praesentalis (non di "corte"), a loro volta suddivise in:
    1. Legiones comitatenses, ovvero la fanteria pesante dell'esercito mobile non-praesentalis;
    2. Vexillationes comitatenses, ovvero la cavalleria dell'esercito mobile non-praesentalis;

  3. unità Pseudocomitatenses, che rappresentavano quelle unità di frontiera (limitanei) distaccate presso l'esercito campale (comitatus) in occasione di particolari campagne militari, e che spesso rimasero a far parte dell'esercito "mobile" in modo permanente. Esse poteveno essere solo di un tipo:
    1. Legiones pseudocomitatenses, ovvero unità "prestate" dalle frontiere imperiali, all'esercito "mobile";
3. l'esercito "lungo le frontiere" (limes), ovvero dei Limitanei e/o Riparienses (questi ultimi erano soldati, posti a protezione delle frontiere fluviali di Reno, Danubio ed Eufrate), unità "fisse" di frontiera aventi compiti principalmente difensivi e costituenti il primo ostacolo contro le invasioni esterne. Queste unità erano a loro volta suddivise, sempre in ordine di importanza gerarchica in:
  1. legiones limitaneae, ovvero la fanteria pesante dell'esercito stabile lungo le frontiere (formate da 1.200 fino a 5.000 armati ciascuna; normalmente quelle in Occidente erano di consistenza inferiore, rispetto a quelle della parte orientale);
  2. Auxilia (o auxiliares o auxilium), di difficile interpretazione allo stato attuale delle conoscenze, ma comunque di dimensioni e qualità inferiori rispetto alle legiones di limitanei;
  3. Milites o Numeri, i primi rappresentavano forse dei distaccamenti di altre unità, mentre i secondi, erano unità di dimensioni sempre più ridotte e di formazione "indigena";
  4. Equites e Cunei, erano invece reparti di cavalleria limitanea;
  5. Alae e Cohortes erano forse i residui di vecchie unità alto-imperiali.

Questo scenario interpretativo circa le gerarchie ed i vari gradi delle unità militari, trova in parte conferma nella Notitia Dignitatum (evoluzione di 60-70 anni successivi) e nella letteratura tardo imperiale (ad esempio Ammiano Marcellino utilizza il termine "comitatense" quando parla delle truppe assegnate al Comes Africae e descrive l'insieme delle unità palatine quando parla delle truppe assegnate al cesare Costanzo Gallo).

## Evoluzione sotto Teodosio
Durante il dominato di Teodosio (soprattutto a seguito della Battaglia di Adrianopoli (378)) vi fu una ridistribuzione delle truppe evidenziata nella Notitia Dignitatum dal fatto che alcune unità palatinae si trovano alle dipendenze dei comes, così come alcune unità comitatenses si trovano alle dipendenze dei magistri militum. Con il termine palatini talvolta si indicavano impropriamente anche i soldati delle scholae palatinae (Armaturae, Gentiles e Scutari), che tuttavia non facevano parte dell'"esercito mobile" bensì erano le unità scelte dell'esercito al comando del magister officiorum.